# 길란인
길란인 또는 길라키인(페르시아어: گیلک‌ها Gilek'ha)은 이란의 카스피해안에 있는 길란주와 그 주변 지역에 주로 거주하는 이란계 민족 집단이다. 마잔다란인 등과 함께 카스피 지역의 토착 이란족의 일부이다. 이들이 사용하는 길란어는 북서이란어군에 속하며 마잔다란어와 유사하다.

## 같이 보기
- 길란주
- 이란족
- 카스피인